# خوليو دياز لوزانو
خوليو دياز لوزانو (بالإسبانية: Julio Lozano Díaz) (و. 1885 – 1957 م) هو سياسي من هندوراس ولد في تيجوسيجالبا.

## روابط خارجية
- خوليو دياز لوزانو على موقع مونزينجر (الألمانية)